# Municipio de Tepoztlán
El municipio de Tepoztlán es uno de los 36 municipios del estado mexicano de Morelos. Su cabecera es la localidad de Tepoztlán.

## Geografía
El municipio de Tepoztlán abarca 242.4 km². Colinda al norte con la Ciudad de México; al este con los municipios de Tlalnepantla y Tlayacapan; al sur con los municipios de Yautepec y Jiutepec; y al oeste con los municipios de Cuernavaca y Huitzilac.

## Demografía

### Localidades
En el censo de 2020 el municipio de Tepoztlán contaba con 31 localidades.
| Código INEGI      | Localidad               | Población (2020) |
| ----------------- | ----------------------- | ---------------- |
| 170200001         | Tepoztlán               | 14 719           |
| 170200006         | Santa Catarina          | 5 552            |
| 170200099         | Loma Bonita             | 4 321            |
| 170200085         | Tetecolala              | 3 578            |
| 170200102         | Rinconada Acolapa       | 2 772            |
| 170200009         | San Juan Tlacotenco     | 2 249            |
| 170200097         | Loma Esmeralda          | 1 916            |
| 170200113         | Lomas del Pedregal      | 1 897            |
| 170200008         | Santo Domingo Ocotitlán | 1 799            |
| 170200005         | San Andrés de la Cal    | 1 645            |
| 170200010         | Colonia Obrera          | 1 377            |
| 170200003         | Amatlán de Quetzalcóatl | 1 312            |
| 170200002         | Adolfo López Mateos     | 1 279            |
| 170200109         | Tetenco                 | 1 087            |
| 170200007         | Santiago Tepetlapa      | 1 036            |
| Otras localidades | Otras localidades       | 8 448            |
| Total municipal   | Total municipal         | 54 987           |

## Gobierno
| Presidente municipal          | Periodo   | Partido | Partido                              |
| ----------------------------- | --------- | ------- | ------------------------------------ |
| Donaciano Linares Córdoba     | 1939-1940 |         | Partido de la Revolución Mexicana    |
| Fluencia Campos Concha        | 1941-1942 |         | Partido de la Revolución Mexicana    |
| Fortino Guzmán                | 1942-1943 |         | Partido de la Revolución Mexicana    |
| Emilio Martínez               | 1943-1944 |         | Partido de la Revolución Mexicana    |
| J. Guadalupe Ortega Rojas     | 1945-1946 |         | Partido de la Revolución Mexicana    |
| Federico Campos Lara          | 1947-1948 |         | Partido Revolucionario Institucional |
| Ángel Bocanegra del Castillo  | 1949-1950 |         | Partido Revolucionario Institucional |
| Ángel Zúñiga Navarrete        | 1951-1952 |         | Partido Revolucionario Institucional |
| Francisco Ortiz Villanueva    | 1951-1952 |         | Partido Revolucionario Institucional |
| Eziquio Gómez Flores          | 1953-1954 |         | Partido Revolucionario Institucional |
| Julio Ortiz Cedillo           | 1955-1956 |         | Partido Revolucionario Institucional |
| Bernardino Quiroz Medina      | 1956-1957 |         | Partido Revolucionario Institucional |
| Adolfo Palacios García        | 1958-1959 |         | Partido Revolucionario Institucional |
| Luis Demesa Palacios          | 1959-1960 |         | Partido Revolucionario Institucional |
| Adalberto Flores Palma        | 1961-1963 |         | Partido Revolucionario Institucional |
| Marcelino Dorantes            | 1964-1964 |         | Partido Revolucionario Institucional |
| Enrique Villamil              | 1965-1966 |         | Partido Revolucionario Institucional |
| Luis Robles Ríos              | 1967-1970 |         | Partido Revolucionario Institucional |
| Antonio F. Quiróz             | 1970-1973 |         | Partido Revolucionario Institucional |
| Marino Sánchez Flores         | 1973-1975 |         | Partido Revolucionario Institucional |
| Alejandro Navarrete           | 1975-1976 |         | Partido Revolucionario Institucional |
| Ángel Campos Lara             | 1976-1978 |         | Partido Revolucionario Institucional |
| José Flores Ayala             | 1979-1982 |         | Partido Revolucionario Institucional |
| Nicanor Demesa                | 1979-1981 |         | Partido Revolucionario Institucional |
| Nicanor Morales Solís         | 1982-1985 |         | Partido Revolucionario Institucional |
| Ángel Campos                  | 1985-1988 |         | Partido Revolucionario Institucional |
| Ubaldo Mauro Vidal            | 1988-1991 |         | Partido Revolucionario Institucional |
| Humberto Flores               | 1988-1991 |         | Partido Revolucionario Institucional |
| José Flores Ferrara           | 1991-1994 |         | Partido Revolucionario Institucional |
| Alejandro F. Morales Barragán | 1994-1997 |         | Partido Revolucionario Institucional |
| Fermín Bello Villamil         | 1997-2000 |         | Partido de la Revolución Democrática |
| Lázaro Rodríguez Castañeda    | 2000-2003 |         | Partido de la Revolución Democrática |
| Lauro Salazar Garrido         | 2003-2006 |         | Partido Revolucionario Institucional |
| Efrén Villamil Demesa         | 2006-2009 |         | Partido de la Revolución Democrática |
| Gabino Ríos Cedillo           | 2009-2012 |         | Partido Revolucionario Institucional |
| Francisco Navarrete Conde     | 2013-2015 |         | Partido de la Revolución Democrática |
| Lauro Salazar Garrido         | 2016-2018 |         | Movimiento Ciudadano                 |
| Rogelio Torres Ortega         | 2019-2021 |         | Movimiento Regeneración Nacional     |
| David Demesa Barragán         | 2022-2024 |         | Movimiento Ciudadano                 |
| Perseo Quiroz Rendón          | 2025-2027 |         | Candidato Independiente              |